# کلیسای انجیلی حضرت پطرس
کلیسای انجیلی حضرت پطرس مربوط به دوره قاجار است و در تهران، خیابان امام خمینی (سپه)، خیابان سی تیر (قوام السلطنه) واقع شده و این اثر در تاریخ ۱۷ خرداد ۱۳۷۹ با شمارهٔ ثبت ۲۶۸۴ به‌عنوان یکی از آثار ملی ایران به ثبت رسیده است.